# Exploderende walvis
De term exploderende walvis verwijst in de eerste plaats naar een gebeurtenis in Oregon, Verenigde Staten, in november 1970, waarbij een dode potvis werd opgeblazen door de Oregon Highway Division in een poging zich van het rottende karkas te ontdoen. De explosie blies walvisvlees over een afstand van 240 meter in het rond. Dit incident werd beroemd in de Verenigde Staten nadat humorist Dave Barry er in zijn krantencolumn over schreef na een video van de explosie te hebben gezien. Enkele tientallen jaren later waren deze beelden ook op internet te zien. De gebeurtenis werd geparodieerd in de film Reno 911!: Miami uit 2007.
Er zijn ook gevallen van spontaan exploderende walvissen. De bekendste was in Taiwan in 2004, toen opgehoopte gassen een ontbindende potvis deden ontploffen in een druk stadsgebied terwijl deze werd afgevoerd voor autopsie.

## Oregon

### De gebeurtenis
Op 9 november 1970 strandde een 14 meter lange, 8000 kg wegende potvis bij Florence op de kust van centraal Oregon.
In 1970 vielen stranden administratief onder het wegennet, zodat de verantwoordelijkheid voor het opruimen bij de Oregon Highway Division (tegenwoordig Oregon Department of Transportation) lag. Na overleg met vertegenwoordigers van de United States Navy, besloot de OHD de potvis te verwijderen zoals ze met een rotsblok zouden doen. Ze dachten dat begraven niet effectief was omdat hij weer bloot kon komen te liggen; bij gebruik van dynamiet zouden de brokstukken klein genoeg worden om door aaseters te worden opgeruimd.
Een halve ton dynamiet werd in het karkas gestopt. George Thornton, de verantwoordelijke ingenieur, verklaarde in een interview met Portland-reporter Paul Linnman dat hij niet zeker wist hoeveel dynamiet nodig was.
Toevallig was militair veteraan Walter Umenhofer met kennis van explosieven in de buurt. Hij waarschuwde Thornton dat de geplande hoeveelheid dynamiet veel te hoog was, 20 staven zou genoeg zijn in plaats van 20 dozen. Umenhofer zei dat Thornton niet was geïnteresseerd in het advies. Door stom toeval werd Umenhofers splinternieuwe Oldsmobile, gekocht tijdens een "walvisvoordeelactie" in Eugene, bij de explosie geplet door een brok blubber.
Op 12 november om 15.45 uur werd het dynamiet tot ontploffing gebracht. De explosie werd opgenomen door cameraman Doug Brazil met verslaggever Paul Linnman van de lokale televisie in Portland, Oregon. De explosie deed grote stukken walvis neerkomen nabij gebouwen en parkeerplaatsen op enige afstand van het strand. Een flink deel van de potvis lag nog op het strand en moest door OHD werknemers opgeruimd worden. Linnman merkte in zijn verslag ook op dat de aaseters, afgeschrikt door de explosie, nog niet verschenen.
Thornton vertelde later die dag aan de krant, de The Register-Guard van Eugene: "Het ging precies goed,... behalve dat de explosie een holte maakte in het zand onder de walvis waardoor een aantal stukken richting publiek en hun auto's werden geblazen."
Thornton kreeg enkele maanden later promotie en bleef op die post tot zijn pensioen. Toen Linnman in 1995 contact met hem zocht, zei Thornton dat de operatie volgens hem een succes was maar door vijandige rapportage in de media was veranderd in een public-relationsramp.
In 1979 strandden in de nabijheid 41 potvissen, deze werden verbrand en begraven.
Tegenwoordig beleid in Oregon is dat gestrande walvissen ter plekke worden begraven. Is het zand niet diep genoeg dan worden ze eerst verplaatst.

### Hernieuwde belangstelling
De gebeurtenis werd opnieuw onder de aandacht van het publiek gebracht door de populaire schrijver Dave Barry in zijn column in de Miami Herald van 20 mei 1990 toen hij bekendmaakte een opname ervan te hebben. Barry schreef: "Hier op het Researchinstituut voor Exploderende Dieren kijken we er vaak naar, vooral tijdens feestjes."
Omdat in de column de datum van de gebeurtenis en de schrijver niet werden genoemd, begon in het Oregon Department Of Transportation de telefoon te rinkelen:

"We begonnen telefoontjes te krijgen van nieuwsgierige reporters uit het hele land," zei Ed Schoaps, public affairs coordinator bij ODOT. "Ze dachten dat de potvis pas geleden was aangespoeld en ze boven op een overheidsblunder zaten. Ze waren teleurgesteld dat er stof van ruim 20 jaar op lag."
The Wall Street Journal belde, en een in Washington, D.C. gevestigd magazine deed verslag van de onsterflijke legende van de gestrande walvis in het juni-nummer van 1990. En de telefoon bleef rinkelen, zei Schoaps. Zijn telefoon werd de blubber hotline van ODOT. "Het verbaast me dat mensen na ruim 20 jaar nog bellen".

De opname waar in het artikel naar werd verwezen, was die van Brazil en Linnman, die later op diverse websites opdook.

## Tainan City, Taiwan
Een andere bekende explosie vond plaats op 26 januari 2004 in Tainan, Taiwan, dit keer met een natuurlijke oorzaak. De opgehoopte gassen in een ontbindende potvis deden hem openbarsten. De explosie was aanvankelijk een mysterie omdat deze zich onverwacht voordeed in de ruggengraat. Later werd vastgesteld dat de potvis waarschijnlijk was geraakt door een groot schip dat de rug had beschadigd. Hij strandde op de zuidwestkust van Taiwan, er waren drie grote kranen en 50 mensen nodig om hem in meer dan 13 uur tijd op een oplegger te laden.
Taiwan News berichtte dat terwijl het kadaver werd vervoerd, "een menigte van meer dan 600 plaatselijke bewoners en nieuwsgierigen, samen met verkopers van snacks en warme dranken, dit gebeuren gadesloegen".
Professor Wang Chien-ping had opgedragen de walvis naar het Sutsao Wild Life Reservation Area te brengen nadat hem was geweigerd een autopsie in de National Cheng Kung University van Tainan uit te voeren. Toen het kadaver explodeerde lag deze op een vrachtwagen met oplegger bij het centrum van Tainan, onderweg van het universiteitslaboratorium naar het Reservation Area.
De openbarstende walvis verspreidde bloed en ingewanden tegen de voorgevels van winkels, over omstanders en auto's.
Er werden echter geen verwondingen veroorzaakt noch maakte het een latere autopsie onmogelijk.
Wang deed er een jaar over om de botten van de walvis tentoon te stellen. Het in elkaar gezette skelet en enkele geprepareerde organen en weefsels worden sinds april 2005 getoond in het Taijiang Cetacean Museum.

## Andere gevallen
- Een gestrande walvis op Salt Spring Island, British Columbia, Canada, in januari 2011 verging tot deze explodeerde. Bewoners zeggen dat de blubber nog wekenlang in de bomen hing.[15][16]
- Een aantal gecontroleerde explosies zijn in Zuid-Afrika toegepast zoals bij een gestrande bultrug 40 km ten westen van Port Elizabeth op 6 augustus 2001.[17]
- Een walvis die op 15 september 2005 bij Kaapstad was aangespoeld werd door de autoriteiten per detonatie gedood. Ze verklaarden dat redding niet mogelijk was en dat het gebruik van explosieven in zo'n geval is aanbevolen door de International Whaling Commission.[18]
- Enkele weken na de explosie in Port Elizabeth werd het karkas van een tweede bultrug naar zee gesleept en opgeblazen zodat het geen gevaar vormde voor de scheepvaart.[19]
- Ook in Bonza Bay werd op 20 september 2004 een explosie toegepast toen een volwassen bultrug doodging na te zijn gestrand. Ook deze werd eerst de zee opgesleept, na bevestiging van explosieven werden deze op afstand tot ontploffing gebracht.[20]
- Een dode walvis die in de IJslandse haven van Hafnarfjörður dreef werd op 5 juni 2005 met een explosie in tweeën gespleten. De restanten werden naar zee gesleept maar dreven weer terug. Uiteindelijk werden ze vastgebonden.
- Op 2 september 2010 werd een 9,5 meter lange bultrug die op de kust van West-Australië was gestrand nabij Albany, gedood door het Department of Environment and Conservation. Hierbij werden explosieven gebruikt.[16][21]
- Een potvis explodeerde bij Við Áir, Faroer op 26 november 2013 toen een gat in de huid werd gemaakt om een grotere explosie te voorkomen. Een opname van het incident werd getoond op Kringvarp Føroya, de nationale televisiezender.[22]
- In april 2014 uitten officials in Trout River, Newfoundland, Canada, zorgen dat het karkas van een blauwe vinvis, die was aangespoeld en tot tweemaal de normale grootte was opgezet, zou exploderen.[23]
- In januari 2016 spoelden drie potvissen aan op de kust van Lincolnshire, Engeland. Een ervan explodeerde door methaangas nadat een zeebioloog erin sneed in een poging tot autopsie.